# Альберт Виктор, герцог Кларенс
А́льберт Ви́ктор, герцог Кларенс и Эвондейл (англ. Albert Victor, Duke of Clarence and Avondale, 8 января 1864, Фрогмор-хаус — 14 января 1892, Сандрингемский дворец) — старший сын Эдуарда, принца Уэльского (позднее короля Эдуарда VII) и Александры Датской; старший внук королевы Виктории по прямой мужской линии. На протяжении всей жизни принц Альберт Виктор занимал второе место после отца в линии наследования британского престола.
Известный в семье под прозвищем «Эдди», Альберт Виктор в юности стал кадетом королевского военно-морского флота Великобритании и много путешествовал по миру. Достигнув зрелости он вступил в Британскую армию, однако не принял на себя никаких важных обязанностей, связанных со службой. После двух неудачных попыток жениться Альберт Виктор в 1891 году обручился со своей дальней родственницей Марией Текской, однако несколько недель спустя принц умер во время пандемии гриппа. Несостоявшаяся невеста Альберта Виктора позднее стала женой его младшего брата Георга, в 1910 году ставшего королём.
Интеллектуальные способности, сексуальная жизнь и психическое здоровье принца стали предметом многочисленных спекуляций. Слухи связывали его со скандалом вокруг гомосексуального борделя на Кливленд-стрит, однако нет никаких убедительных доказательств того, что принц когда-либо бывал там или имел нетрадиционную сексуальную ориентацию. Некоторые современники утверждали, что Альберт Виктор был серийным убийцей, известным как Джек-потрошитель, однако такие утверждения являются несостоятельными, поскольку современные документы показывают, что Альберт Виктор отсутствовал в Лондоне во время убийств.

## Ранние годы

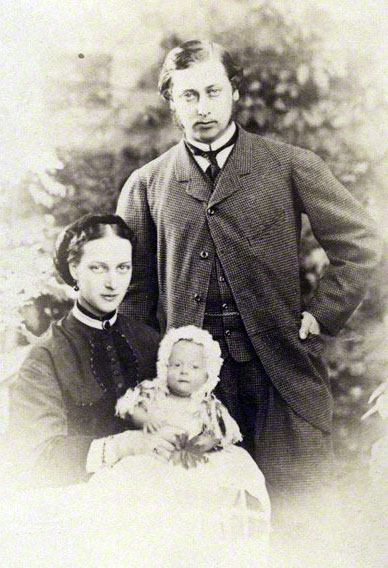
Принц и принцесса Уэльские со старшим сыном

Виктор Альберт родился 8 января 1864 года в резиденции королевской семьи Фрогмор-хаус в Виндзоре и был старшим из шестерых детей Эдуарда, принца Уэльского, и его супруги Александры Датской. Мальчик, появившийся на свет на два месяца раньше срока, по воле его царственной бабушки королевы Виктории был назван Альбертом Виктором — в честь самой Виктории и её покойного супруга принца Альберта, однако в семье с подачи родителей он был известен под прозвищем «Эдди». Тот факт, что мальчику уже выбрала имя королева Виктория, стал сюрпризом для его матери принцессы Александры: она узнала об этом от своей фрейлины, которая, в свою очередь, услышала новость из уст шестилетней дочери королевы — принцессы Беатрисы. Тем не менее, молодая принцесса Уэльская не стала перечить свекрови.
Принц был окрещён 19 марта 1864 года под именами «Альберт Виктор Кристиан Эдуард» (эти имена также были выбраны королевой Викторией) в частной капелле Букингемского дворца под руководством архиепископа Кентерберийского Чарльза Лонгли; восприемниками при крещении стали королева Виктория, её дядя король Бельгии Леопольд I, дед маленького принца по материнской линии король Дании Кристиан IX (которого представлял брат Иоганн Зондербург-Глюксбургский), мать Кристиана IX Луиза, вдовствующая герцогиня Шлезвиг-Гольштейн-Зондербург-Глюксбургская (которую представляла Августа, герцогиня Кембриджская), герцогиня Саксен-Кобург-Готская Александрина (которую представляла герцогиня Мекленбург-Стрелицкая Августа Каролина), прадед принца по материнской линии Вильгельм, ландграф Гессен-Кассельский (которого представлял Георг, герцог Кембриджский), тётка принца по отцу прусская кронпринцесса Виктория (которую представляла сестра Елена, принцесса Шлезвиг-Гольштейнская) и дядя принца по отцу Альфред, герцог Эдинбургский. Королева Виктория позднее писала дочери, прусской кронпринцессе Виктории, что «бедный ребёнок ревел всю церемонию, чего ни один из вас не делал».
Несмотря на то, что мальчик появился на свет раньше срока и весил чуть меньше четырёх фунтов (меньше двух килограммов), он был сильным и здоровым ребёнком. Первые месяцы жизни Эдди прошли в окружении многочисленных слуг, придворных и младших представителей королевской семьи, преисполненных энтузиазма и говоривших на разных языках. В этот период принц и принцесса Уэльские с сыном путешествовали между королевскими резиденциями в сопровождении своих секретарей, нянек для Эдди и его лакея Чарльза Фуллера, который был приставлен к принцу, едва тому исполнилось две недели. Затем родители принца на время осели в своей лондонской резиденции — Мальборо-хаус. Королева продолжала влиять на жизнь своего маленького внука: через несколько месяцев после рождения Эдди была заменена медсестра миссис Кларк, которую выбрала Александра; новая медсестра — миссис Блэкбёрн — была выбрана лично Викторией. Тем не менее, миссис Блэкбёрн удалось найти общий язык с принцессой Уэльской, и в некоторых вопросах она даже стала противницей королевы. Миссис Блэкбёрн наблюдала за всеми детьми Уэльской четы, но именно Эдди был её любимцем.
Принцесса Александра, выросшая в тёплой и счастливой семейной атмосфере, по натуре своей была расположена к материнству и потому старалась уделять своим детям, в частности Эдди, как можно больше времени; так, с Эдди началась традиция, по которой Александра надевала фланелевый фартук и сама купала детей, а потом наблюдала за ними спящими. По настоянию Александры, когда Эдди не было и года, он вместе с родителями провёл несколько недель в Дании; эта поездка очень огорчила королеву, которая считала, что принц, являвшийся предполагаемым наследником престола, таким образом мог попасть в руки врага.
Когда Эдди было около полутора лет, родился его брат Георг; в отличие от старшего принца, как отмечала королева Виктория в письме к дяде Леопольду, Георг был крупнее и красивее Эдди. Принцы воспитывались вместе, однако образование обоих в этот период было весьма нерегулярным и неорганизованным: их воспитанием занимались постоянно сменявшиеся немецкие и французские няни; знание этих двух языков было естественно для принцев, однако в первые годы они были фактически единственными знаниями, которыми они овладели в совершенстве. Будучи детьми, принцы проживали в одной комнате. Сезон с весны и до середины лета они проводили в лондонской резиденции родителей; затем, две недели на острове Уайт, где проходила регата; охотничий сезон — в Шотландии, а зиму, в основном, в Сандригеме. С возрастом Эдди стал всё больше внешне походить на мать: он был высок, строен и имел длинную шею; кроме того, стали появляться слухи, хоть и необоснованные, что мальчик страдает проблемами со слухом, унаследованными от матери.

### Образование

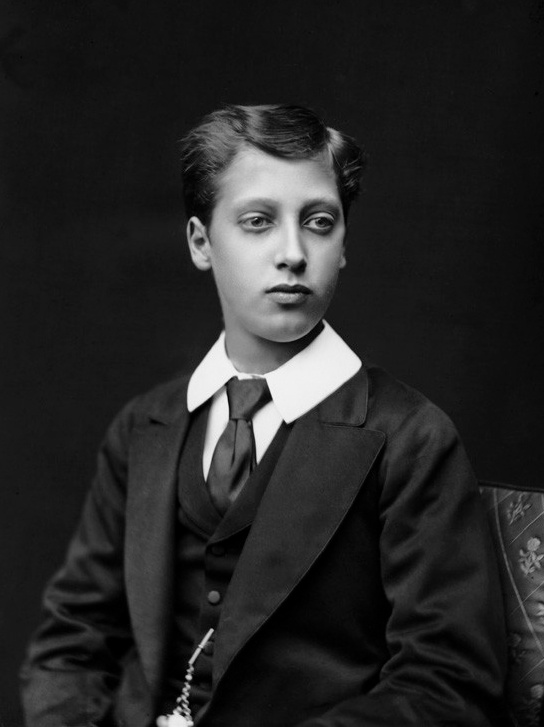
Альберт Виктор в 1875 году

Поскольку Эдди был близок по возрасту с младшим братом Георгом, принцы обучались вместе. В 1871 году королева назначила наставником принцев Джона Нила Далтона; строгая программа обучения предусматривала, помимо изучения наук, игры и военные тренировки. Далтон отмечал, что, в отличие от брата, Эдди чрезвычайно рассеян и имеет скромные способности к обучению ввиду «аномально спящего» ума мальчика. Хотя принц весьма успешно освоил датский язык, в остальных языках и предметах прогресс был весьма незначительным. Проблемы с обучением Эдди объяснялись по-разному: учителя считали его просто невнимательным и ленивым; секретарь королевы Генри Понсонби связывал эти проблемы с проблемами со слухом; существовала версия о том, что мальчик страдает слабыми эпилептическими припадками; также причиной проблем в обучении называли недоношенность принца. Однако леди Джеральдин Сомерсет просто считала уроки Далтона настолько скучными, что принц не усваивал материал.
Поскольку Эдди сильно отставал от брата в обучении, принц Уэльский стал рассматривать вариант раздельного обучения сыновей, однако Далтон отговорил его, объяснив, что «принц Альберт Виктор сможет получить стимул к обучению в присутствии брата». В 1877 году мальчики были отправлены на учебный корабль королевского военно-морского флота HMS Britannia. Принцы успели отучиться на корабле всего два месяца, когда Эдди заболел брюшным тифом. Лечением принца занимался сэр Уильям Галл; рядом с мальчиком также оставался Далтон, оказавшийся на корабле в качестве капеллана принцев. В 1879 году, после длительного обсуждения между королевой, Уэльской четой, их домочадцами и правительством, братья были отправлены в качестве кадетов военно-морского флота на борту HMS Bacchante в трёхгодичное путешествие. На борту HMS Bacchante в день своего шестнадцатилетия Эдди получил звание мичмана. Принцы в сопровождении наставника совершили поездку по Британской империи, посетили Америку, Фолклендские острова, Южную Африку, Австралию, Фиджи, Дальний Восток, Сингапур, Цейлон, Аден, Египет, Святую землю и Грецию. Во время пребывания в Японии братья сделали татуировки. Ко времени возвращения в Великобританию Эдди уже исполнилось восемнадцать.

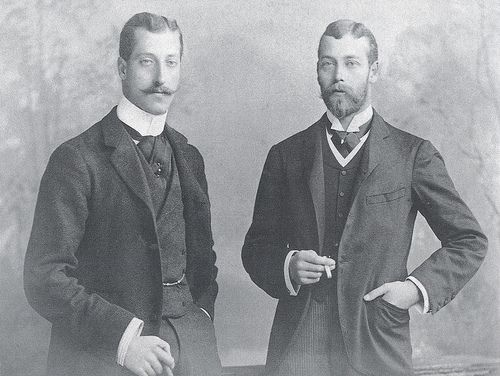
Альберт Виктор с братом Георгом в 1885—1890 годах

В 1883 году братья стали обучаться раздельно: Георг остался во флоте, а Эдди поступил в кембриджский Тринити-колледж. Перед тем, как отправиться в колледж в сопровождении Далтона, французского инструктора месье Хуа и нового репетитора-компаньона Джеймса Кеннета Стивена, принц остановился в одном из коттеджей в Сандригеме, где прошёл ускоренную подготовку к обучению. Некоторые биографы считают, что Стивен был женоненавистником (хотя этот факт ставится под сомнение) и, возможно, имел чрезмерную эмоциональную привязанность к принцу, но были ли его чувства откровенно гомосексуальными не ясно. Первоначально по поводу занятий с Эдди Стивен был настроен оптимистично, однако к тому времени, когда принц отправился в колледж, пришёл к следующему выводу: «я не думаю, что он может извлечь много полезного из посещения лекций в Кембридже… он вряд ли знает значение слова читать».
В начале нового семестра в октябре Эдди, Далтон и лейтенант Хендерсон с HMS Bacchante поселились в Невиллс-корт, где, как правило, селили преподавателей, а не студентов. Принц не проявлял особого интереса к учёбе; кроме того, он был освобождён от экзаменов и не участвовал в студенческой жизни. В колледже Эдди был представлен Оскару Браунингу — знаменитому кембриджскому преподавателю, который давал приёмы и выбирал себе «любимчиков из числа тех старшекурсников, которые отличались красотой и привлекательностью»; также принц подружился с крестником Далтона Альфредом Даунингом Фриппом, который позднее стал его врачом и королевским хирургом. Неизвестно, был ли у Эдди сексуальный опыт в Кембридже, но партнёры обоих полов были доступны ему. В августе 1884 года он провёл некоторое время в Гейдельбергском университете, где изучал немецкий язык, а затем вернулся в Кембридж. Окончательно оставив Кембридж в 1885 году, где он уже служил курсантом 2-го батальона Кембриджского университета, принц стал офицером 10-го королевского гусарского полка. В 1888 году он был удостоен почётной степени университета.
Один из инструкторов принца отмечал, что он научился слушать, но не читать или писать, и имел трудности с запоминанием информации. Двоюродный дед Эдди, Георг, герцог Кембриджский, был ещё более нелестного мнения о принце и называл его «заядлым и неисправимым растяпой». Сестра герцога принцесса Августа Каролина Кембриджская также пренебрежительно отзывалась о принце, говоря, что он — «не бог весть что» (фр. si peu de chose).
Большую часть времени, проведённого на посту офицера в Олдершоте, Эдди тратил на тренировки, которые он не любил, хотя ему очень нравилось играть в поло. Он сдал экзамены, а в марте 1887 года был переведён в Хаунслоу, где дослужился до звания капитана. Он стал чаще публично выступать, посетил Ирландию и Гибралтар, а также открыл подвесной мост Хаммерсмит. О личной жизни принца позднее вспоминал его друг детства: он говорил, что жизнь его в этом плане была однообразной, а «его братья-офицеры заявили, что они хотели бы сделать из него светского человека. В этом [военном] мире он отказался начинать [личную жизнь]». Несмотря на воспоминания друга и сослуживца, известно, что в письмах от 1885 и 1886 годов Эдди писал своему врачу в Олдершоте (упоминаемому в письмах только как «Рош»), что он принимал лекарства от glete — этим термином в те времена обозначали гонорею.

## Скандал вокруг борделя на Кливленд-стрит

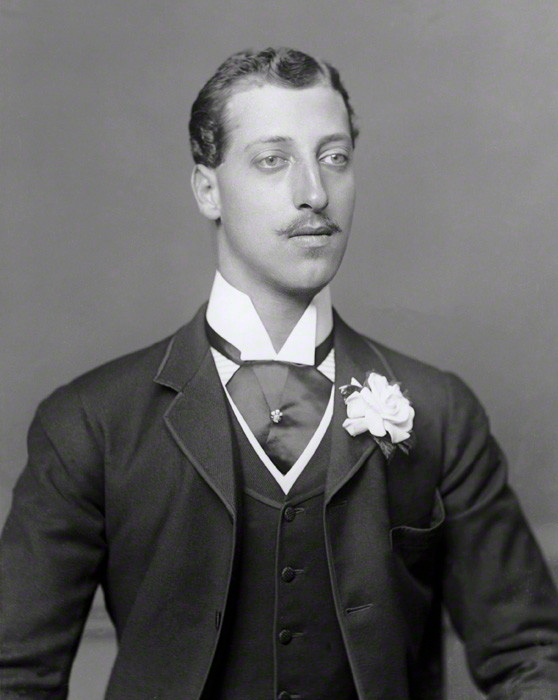
Принц приблизительно в 1888 году

В июле 1889 года лондонская полиция обнаружила мужской бордель под управлением Чарльза Хэммонда на Кливленд-стрит. На допросе в полиции мужчины-проститутки и сутенёры раскрыли имена своих клиентов, среди которых оказался лорд Артур Сомерсет — один из шталмейстеров принца Уэльского. В то время все гомосексуальные отношения между мужчинами являлись незаконными, и клиенты столкнулись с социальным остракизмом, преследованиями, а также уголовной ответственностью: в худшем случае им грозило лишение свободы и каторжные работы сроком до двух лет.
В результате расследования выяснилось, что к скандалу на Кливленд-стрит причастны и другие высокопоставленные фигуры британского общества; кроме того, появились слухи об участии в скандале членов королевской семьи, в частности Альберта Виктора. Однако работники борделя не называли имени принца, поэтому появилось предположение, что адвокат Сомерсета Артур Ньютон распространяет эти слухи, чтобы отвлечь внимание от своего клиента. Письма, которыми обменивались между собой солиситор казначейства сэр Огастес Стивенсон и его помощник Хэмилтон Кафф, содержат зашифрованные отсылки на угрозы Ньютона впутать в дело принца.
В декабре 1889 года сообщалось, что принц и принцесса Уэльские подвергались «ежедневным нападкам в письмах с наиболее оскорбительными высказываниями» относительно причастности к скандалу принца. Принц Уэльский вмешался в расследование; клиенты борделя больше не подвергались судебному преследованию, а против Альберта Виктора не было никаких доказательств. Тем не менее, сэр Чарльз Рассел (главный судья Англии и Уэльса) оставил дело в своих руках, чтобы в случае разбирательств имя Эдди не упоминалось. Хотя нет убедительных доказательств за или против участия принца в гомосексуальных отношениях, или что он когда-либо посещал гомосексуальные клубы или бордели, слухи и выводы некоторых историков говорят о том, что он посетил как минимум однажды Кливленд-стрит, и что он «возможно, бисексуал или гомосексуал». Вместе с тем, другие исследователи называют эти слухи и выводы «несколько несправедливыми» и неоправданными; так, историк Харфорд Монтгомери Хайд писал, что «нет никаких доказательств, что он был гомосексуалом и даже бисексуалом».
В то время как английские газеты старались скрыть любое упоминание принца в связи со скандалом, пресса на валлийском языке, а также колониальные и американские газеты не были так щепетильны. The New York Times высмеивали его как «тупицу» и «тупого извращённого мальчишку», которому «никогда не будет позволено взойти на британский престол». По данным одного из репортажей американской прессы, когда в мае 1890 года Альберт Виктор покидал вокзал Гар-дю-Нор в Париже, он был обрадован ждущей его толпой англичан, но при этом некоторые французы его освистали. Один из журналистов спросил его, как Эдди прокомментирует «причину своего внезапного отъезда из Англии»: по словам репортёра, «желтоватое лицо принца стало алым, а глаза его, казалось, вышли из орбит», и один из товарищей принца стал укорять журналиста за дерзость.
Сестра Сомерсета леди Уотерфорд отрицала, что её брат что-либо знал об Альберте Викторе: она писала, что «уверена, что мальчик правильный, словно линия… Артур не знал, как или где мальчик проводит своё время… он думает, что мальчишка совершенно невинен». Однако леди Уотерфорд верила и в невиновность брата. В сохранившейся личной переписке с другом лордом Ишером Сомерсет отрицал, что знает что-нибудь непосредственно о принце, но подтвердил, что слышал слухи, и надеялся, что они помогут опровергнуть любые обвинения против него самого: он писал, что вполне может понять «раздражение принца Уэльского из-за того, что имя его сына связывают с такой вещью… мы оба были обвинены в походах в это место, но не вместе… всё закончится именно тем, что в открытом судебном заседании будет оглашено то, что все пытаются замолчать. Интересно, действительно ли это факт или только выдумка, что главный там негодяй Х[эммонд]… Я никогда не упоминал имени мальчика, кроме как при Пробине, Монтегю и Ноллисе, когда они работали на меня и должны были это знать. Если бы они были мудры, услышав, что я знал и что другие знали, они бы замяли это дело, а не делились бы этим с властями».
Слухи сохранялись и через много лет после скандала: шестьдесят лет спустя официальный биограф короля Георга V Гарольд Николсон писал со слов лорда Годдарда, которому во время этих событий было всего двенадцать лет, что Альберт Виктор «посещал мужской бордель, и его адвокат должен был лжесвидетельствовать, чтобы очистить его. Адвокат был отстранён от службы за это преступление, но был впоследствии восстановлен». На самом деле, никто из адвокатов по данному делу не был осуждён за лжесвидетельство или снят с должности во время скандала, а проблемы с законом были только у адвоката Сомерсета Артура Ньютона: в связи со скандалом на Кливленд-стрит он был осуждён за воспрепятствование осуществлению правосудия путём оказании помощи своим клиентам по бегству за границу и был приговорён к шести неделям заключения; двадцать лет спустя, в 1910 году, Ньютон был снят с должности на двенадцать месяцев по факту нарушения служебных обязанностей после фальсификации письма от другого его клиента — печально известного доктора Криппена, а в 1913 году Ньютон вновь был отстранён от работы на неопределённый срок и приговорён к трём годам тюремного заключения за получение денег обманным путём.

## Тур по Индии

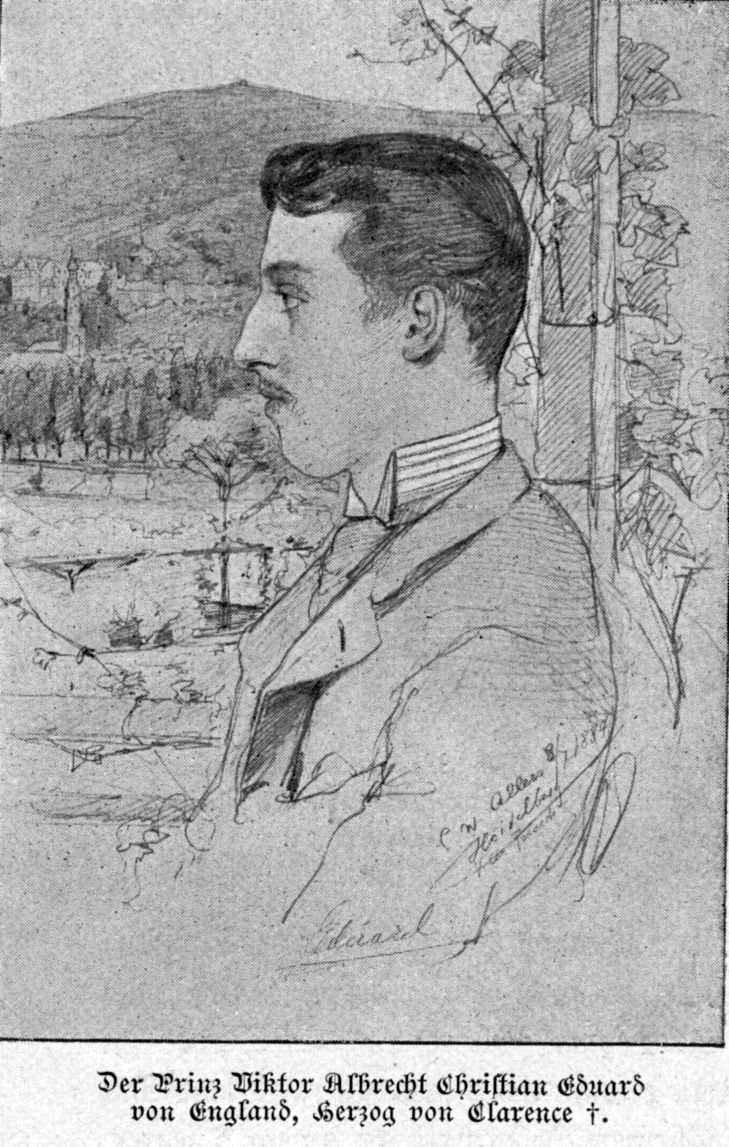
Эскиз работы Кристиана Вильгельма Аллерса, 1887 год

В октябре 1889 года Альберт Виктор отправился в семимесячный тур по Индии. Иностранная пресса предполагала, что это путешествие было предпринято дабы отвлечь от сплетен, связанных со скандалом на Кливленд-стрит. В действительности, тур по Индии не имел никакого отношения к скандалу и планировался ещё с весны того года. Проехав через Афины, Порт-Саид, Каир и Аден, принц прибыл в Бомбей 9 ноября 1889 года. Альберту Виктору был устроен роскошный приём низамом Хайдарабада Асаф Джахом VII, а также махараджами в других городах. Он провёл Рождество в Мандалае и Новый год в Калькутте. Большую часть путешествия принц провёл в поезде, хотя также ему пришлось ездить на церемониальных слонах.
Во время поездки Альберт Виктор познакомился с миссис Марджери Хэддон — бывшей женой инженера-строителя Генри Хэддона. После нескольких неудачных попыток вступить в брак и смерти Альберта Виктора Марджери приехала в Англию и заявила, что принц был отцом её сына Кларенса Хэддона. Однако никаких доказательств от женщины, страдавшей алкоголизмом и возможно психическим расстройством, предоставлено не было, и все её требования были отклонены. Тем не менее заявление Хэддон дошло до Букингемского дворца, и главе специального отдела полиции было поручено расследовать это дело. Документы из национального архива показывают, что ни придворные, ни сама Маржери не имели никаких доказательств отцовства Альберта Виктора. Однако в заявлении для полиции адвокат принца признался, что были «какие-то отношения» между ним и миссис Хэддон, однако в удовлетворении иска об отцовстве ей было отказано.
В 1920-х годах сын Хэддон Клэренс вновь заявил о том, что он является сыном принца Альберта Виктора; он также издал книгу в Соединённых Штатах «Мой дядя Георг V», в которой он утверждал, что родился в Лондоне в сентябре 1890 года — примерно через девять месяцев после встречи принца с миссис Хэддон. В 1933 году он был обвинён в вымогательстве с угрозами и попытке вымогательства после письма к королю, в котором он требовал деньги за молчание. В ходе судебного разбирательства в январе следующего года обвинение представило документы, свидетельствующие о том, что Кларенс Хэддон родился в 1887 году или ранее, поэтому никак не мог быть сыном Альберта Виктора. Хэддон был признан виновным, однако судья, полагая, что он страдает от мании, не приговорил его к тюремному сроку, но запретил покидать страну три года при условии, что он не будет утверждать о своём якобы королевском происхождении. Хэддон нарушил условия и был заключён в тюрьму на год. Даже если бы претензии Хэддонов были справедливы, Кларенс всё равно считался бы незаконнорождённым и не мог претендовать на престол.
По возвращении из Индии, на 71-й день рождения королевы Виктории 24 мая 1890 года, Альберт Виктор получил титулы герцога Кларенса и Эвондейла и графа Атлона.

## Брачные планы
В конце 1880-х годов принцу стали подыскивать подходящую невесту. Первой кандидаткой в 1889 году стала кузина Альберта Виктора Алиса Гессенская, дочь Людвига IV, великого герцога Гессенского, и Алисы Великобританской. Этот вариант брака был одобрен как родителями принца, так и его царственной бабушкой: Алиса была любимой внучкой королевы Виктории, а принц Уэльский считал покойную к тому времени мать принцессы своей любимой сестрой. Однако сама Алиса, несмотря на давление со стороны семьи, отказалась от помолвки. Королева Виктория, желавшая, чтобы Алиса в будущем стала королевой Великобритании, тем не менее приняла отказ, свидетельствовавший о твёрдом характере принцессы. Позднее Алиса приняла православие и стала женой кузена Альберта Виктора — наследника русского престола Николая Романова.

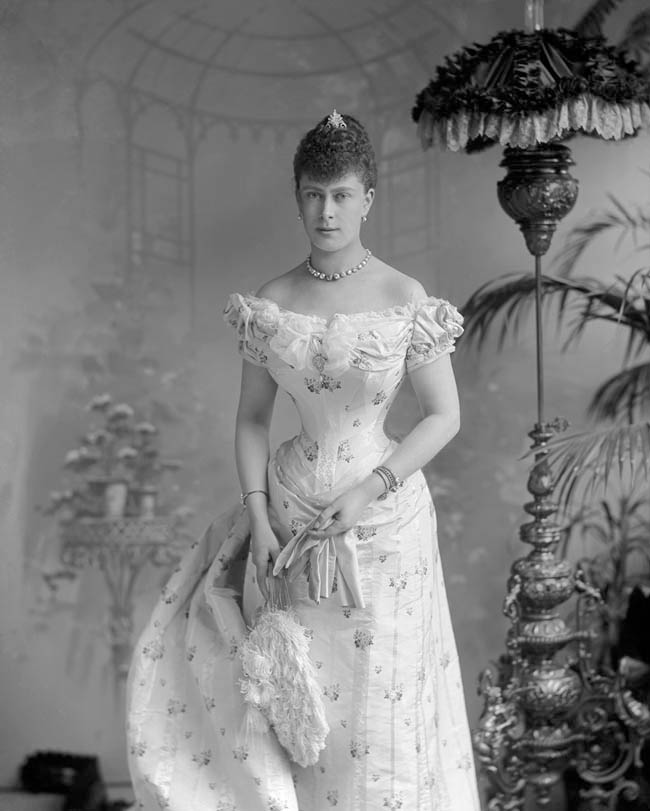
Мария Текская, несостоявшаяся невеста принца, в июле 1893 года.
На шее принцессы бриллиантовое колье, подаренное ей в феврале 1892 года принцем и принцессой Уэльскими в память об Альберте Викторе

В 1890 году Альберт Виктор планировал жениться по любви на французской принцессе Елене Орлеанской, дочери Луи-Филиппа, графа Парижского, претендента на французский престол, который жил в Англии после изгнания из Франции в 1886 году, и Марии Изабеллы Орлеанской. Первоначально, королева воспротивилась браку внука с французской принцессой, которая исповедовала католицизм. Виктория написала принцу, предложив ему в жёны другую свою внучку — прусскую принцессу Маргариту, дочь немецкого императора Фридриха III и Виктории Великобританской, однако принц отверг предложение. Королева смягчилась и разрешила брак, узнав о любви Альберта Виктора и Елены. Кроме того, Елена была готова сменить веру, а Альберт Виктор отказаться от прав на престол ради брака с ней. К разочарованию молодых, отец Елены не одобрил этот брак и был категорически против смены дочерью веры. Елена лично посетила папу Льва XIII и ходатайствовала о разрешении на брак, однако он подтвердил вердикт её отца. Переговоры о браке Альберта Виктора и Елены были прекращены. Позднее Елена стала женой герцога Аостского.
В середине 1890 года Альберту Виктору понадобился осмотр и консультация нескольких врачей, однако в переписке врачи не называли болезни, а только ссылались на лихорадку и подагру. Некоторые биографы предполагали, что принц страдал «лёгкой формой венерического заболевания», предположительно гонореей, которой он возможно страдал ранее. Однако точный характер заболевания неизвестен.
В конце 1891 года у принца завязался роман с хористкой одного из лондонских театров Лидией Миллер (сценический псевдоним «Лидия Мантон»), которая в том же году покончила жизнь самоубийством, отравившись карболовой кислотой. Хотя она была номинальной любовницей лорда Чарльза Монтегю, который давал показания на следствии, говорили, что он был лишь прикрытием для принца, который просил Лидию отказаться от театральной карьеры ради него, и что власти стремились скрыть дело, сделав дознание приватным и закрыв доступ к показаниям. Аналогично с ситуацией со скандалом на Кливленд-Стрит, зарубежные газеты открыто связывали имя Альберта Виктора с делом Лидии Миллер, однако и региональные британские газеты цитировали радикальную лондонскую газету The Star, которая писала: «Этот факт настолько хорошо известен, что слепое отрицание его выглядит в некоторых кругах по-детски бесполезно. Лидия Мэнтон была petite amie некоего молодого принца, и случилось это совсем недавно». Дело Лидии было названо «скандалом первой величины… на устах каждого члена клуба» и сравнивалось с делом Транби-Крофт, по которому отец принца давал показания.
В 1900 году, уже после смерти Альберта Виктора, появились слухи о связи принца с другой бывшей театралкой Мод Ричардсон (урождённая Луиза Ленси), и что королевская семья предприняла попытку откупиться от неё. В 2002 году письма от Альберта Виктора к его адвокату, в которых упоминалась выплата Ричардсон двух сотен фунтов, были проданы лондонским аукционным домом Bonhams за сумму более восьми тысяч фунтов стерлингов. В письмах имелись несостыковки в датах, поэтому некоторые историки предполагают, что они были подделаны.
В 1891 году в письме к леди Сибил Сент-Клэр Эрскин Альберт Виктор признался, что снова влюблён, однако имени объекта своих чувств он не назвал. В это же время королевский двор рассматривал новую кандидатку в жёны принцу — Марию Текскую. Мария была дочерью кузины королевы Виктории Марии Аделаиды Кембриджской и Франца, герцога Текского. Королева Виктория благоволила Марии, которая, по её мнению, была идеальной невестой — очаровательной, разумной и красивой. 3 декабря 1891 года Альберт Виктор, к большому удивлению Марии, знавшей о слухах о романе принца с хористкой, сделал ей предложение в резиденции датского посла в Лутоне. Мария согласилась; свадьба была назначена на 27 февраля следующего года.

## Смерть

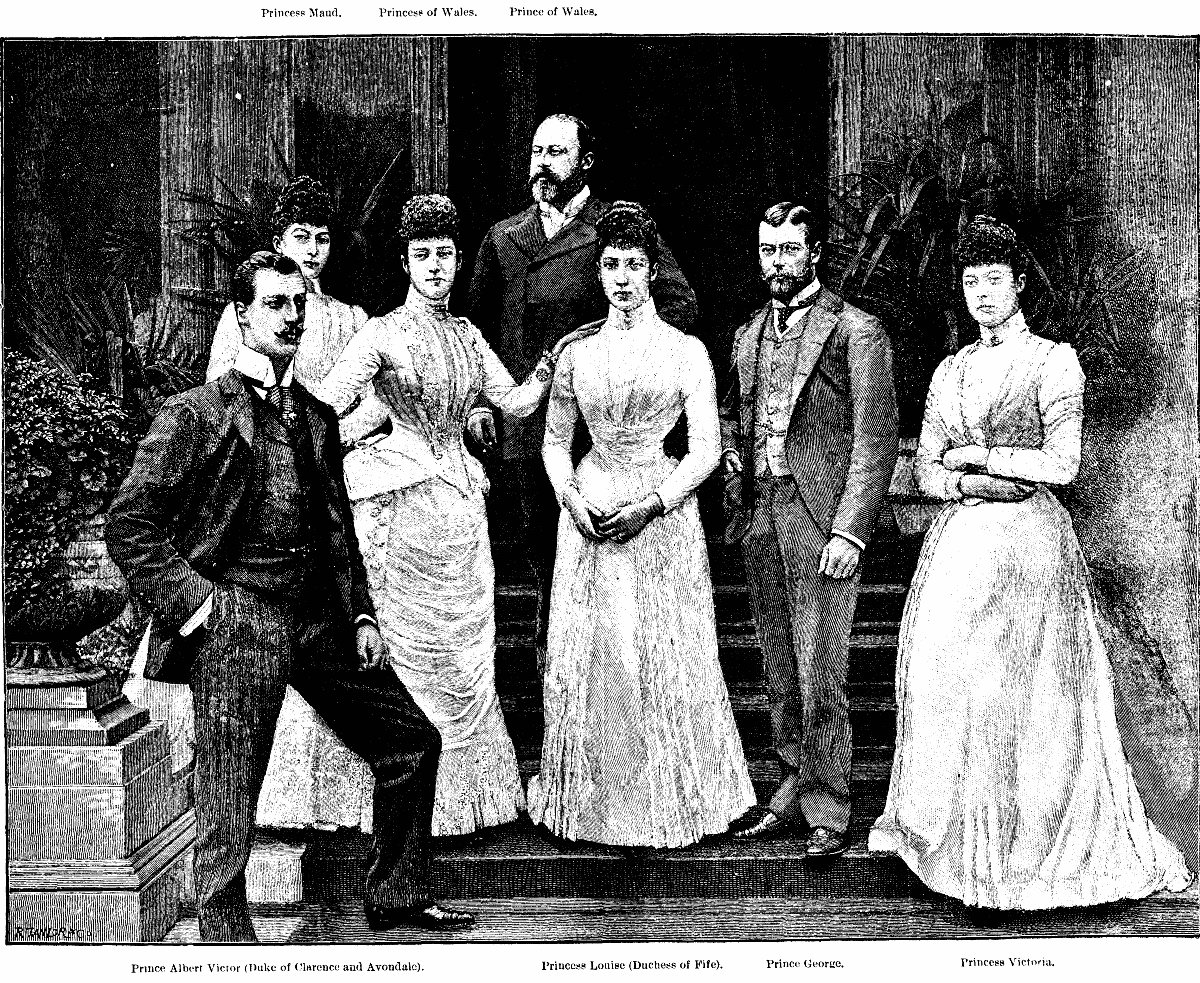
Семья принца Уэльского в декабре 1891 года.
Слева направо: Альберт Виктор, Мод, принцесса Уэльская, принц Уэльский, Луиза, Георг и Виктория

Пока планировалась свадьба и назначение Альберта Виктора на пост вице-короля Ирландии, принц заболел гриппом во время пандемии 1889—1892 годов. К середине января у Альберта Виктора развилась пневмония, от которой он умер в Сандрингемском дворце 14 января 1892 года. Принц умер в окружении родных и близких, троих врачей и трёх медсестёр. Над умирающим принцем читал молитву капеллан принца Уэльского Фредерик Херви.
Народ был шокирован внезапной смертью принца. В стране был объявлен траур. Принц Уэльский писал королеве Виктории, что «с радостью бы отдал за него свою жизнь». Однако наиболее остро чувствовала потерю принцесса Уэльская: Мария Текская писала королеве об Александре, что «отчаяние на её лице было самой душераздирающей вещью, которую я когда-либо видела»; Александра так и не оправилась от смерти сына, а его комнату в Сандрингемском дворце превратила в священное место. Младший брат Альберта Виктора писал: «Я так глубоко люблю его и с болью вспоминаю каждые сказанное жестокое слово и маленькие ссоры, которые были у нас с ним, и я долго собирался попросить у него прощения, но, увы, сейчас слишком поздно!» После смерти брата Георг занял место брата в линии престолонаследия и в 1910 году стал королём. Мария Текская переживала смерть жениха вместе с королевской семьёй; в этот период она сблизилась с Георгом, за которого вышла замуж в 1893 году. На похоронах Альберта Виктора Мария положила свой венок новобрачной из флёрдоранжа на гроб принца.

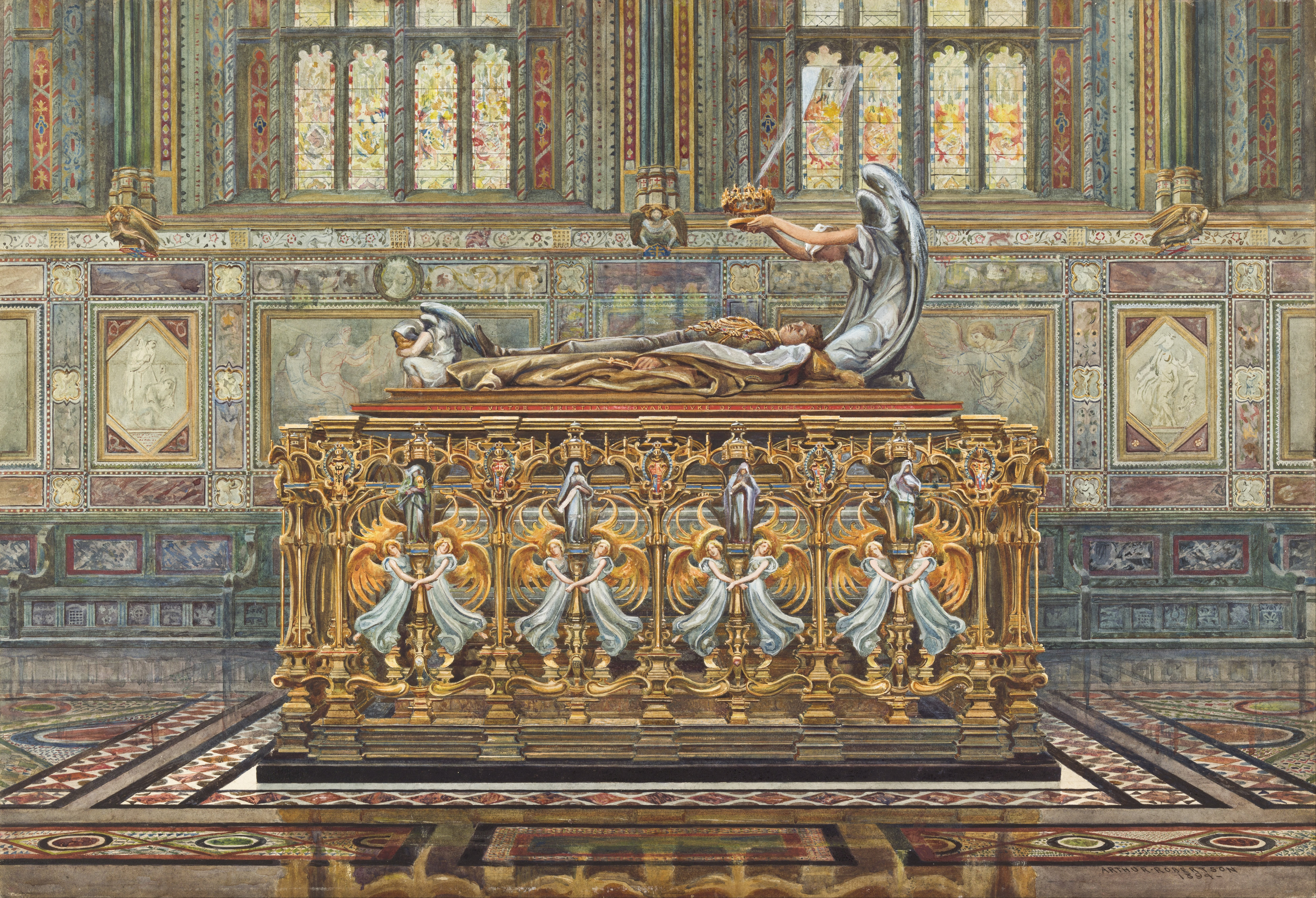
Эскиз могилы принца.
Артур Робертсон, 1894

Принц был похоронен в мемориальной часовне Альберта, располагавшейся недалеко от часовни Святого Георгия Виндзорского замка. Захоронение принца, созданное Альфредом Гилбертом, стало «лучшим образцом скульптуры XIX века на всех Британских островах»: над гробом Альберта Виктора расположена горизонтальная эффигия в виде принца в гусарской форме, над ним склоняется ангел, держащий корону; гробница окружена витыми перилами с фигурами святых. Окончательный вариант захоронения был завершён только 1928 году и несколько отличался от первоначальной задумки, поскольку Гилберт потратил слишком много средств на комиссии, обанкротился и покинул страну; пять фигур святых были завершены с «большими шероховатостями» после его возвращения в Великобританию в 1920-х годах.
Один из журналистов, утверждавший, что присутствовал на большинстве публичных выступлений Альберта Виктора, писал в некрологе: «Он был мало известен английской публике как личность. Его присутствие в море, путешествие и дела его полка скрывали его от большинства глаз… временами его кожа приобретала желтоватый оттенок… и не только в мегаполисе, но и по всей стране говорили, что он никогда не взойдёт на трон».

## Репутация принца
При жизни принца британская пресса в большинстве своём отзывалась о нём с уважением и писала много хвалебных речей; эта же традиция продолжалась и некоторое время после смерти Альберта Виктора. Радикальный политик Генри Бродхерст, который встречался как с Альбертом Виктором, так и с его братом Георгом, отмечал, что оба принца были «лишены жеманства и высокомерия». В день смерти Альберта Виктора ведущий либеральный политик Уильям Гладстон писал в своём личном дневнике, что кончина принца стала «большой потерей для нашей партии». Тем не менее королева Виктория упоминала «разгульную жизнь» Альберта Виктора в частных письмах к своей старшей дочери; также, в середине XX века официальные биографы королевской четы (Георга V и Марии Текской), Джеймс Поуп-Хеннесси и Гарольд Николсон, повторяли негативные оценки принца, изображая его ленивым, плохо образованным и физически немощным. Точный характер его «легкомысленных увлечений» не ясен, однако в 1994 году журналист-биограф Тео Аронсон выдвинул теорию о «предположительных косвенных» доказательствах о том, что «легкомысленные увлечения» в основном были связаны с гомосексуальными связями. Вердикт Аронсона основывался на «обожании [принцем] его элегантной и властной матери; его желании быть мужественным; его слащавой, нежной, тихой и очаровательной природе», а также слухах о причастности принца к скандалу на Кливленд-стрит и своём личном мнении о том, что во всех есть «некоторая доля гомосексуальности». Однако он признавал, что к «утверждениям о гомосексуальности принца Эдди надо относиться с осторожностью». Нельзя исключать, что на трактовку этого вопроса повлиял общий рост популярности темы гомосексуальности в мировой медийной среде в конце XX века.

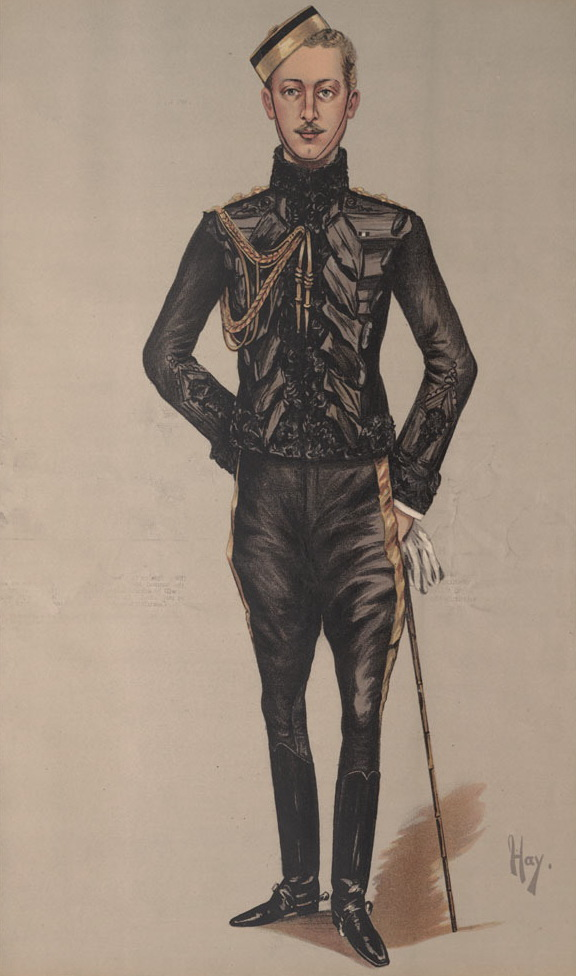
Карикатура на принца Эдди в журнале Vanity Fair от 13 октября 1888 года

В 1962 году в печати распространились слухи о том, что Альберт Виктор, возможно, был причастен к убийствам Джека-потрошителя или являлся им. Позднее появились утверждения (в частности в книге Стивена Найта Jack the Ripper: The Final Solution), что у Альберта Виктора родился ребёнок от женщины из Уайтчепела и либо он сам, либо несколько высокопоставленных мужчин совершили убийства в целях скрыть это. Эта версия повторялась несколько раз, однако исследователи отклоняли её как несостоятельную и ссылались к бесспорным доказательствам невиновности принца: к примеру, 30 сентября 1888 года, когда в Лондоне были убиты Элизабет Страйд и Кэтрин Эддоус, Альберт Виктор был более, чем за 500 миль (более 800 км) от столицы — он пребывал в Балморале, королевской резиденции в Шотландии, где его видели королева Виктория, другие члены семьи, члены немецкой королевской семьи, посетившие страну, и большое количество персонала. По данным официального придворного циркуляра, семейных дневников и писем, газетных сообщений и других источников, Эдди не мог быть вблизи от мест, где совершались и остальные убийства. Другие теории заговора (впрочем, также несостоятельные) утверждали, что принц умер от сифилиса или отравления ядом, что его столкнули с обрыва по поручению лорда Рэндольфа Черчилля или что его смерть была сфальсифицирована, чтобы устранить его из линии престолонаследия.
Посмертная репутация Альберта Виктора стала настолько плохой, что в 1964 году британский биограф Филип Магнус назвал его смерть «милосердием провидения», поддержав таким образом теорию о том, что его смерть избавила страну от недостойного наследника престола и заменила его более надёжным Георгом V. В 1972 году Майкл Харрисон стал первым современным автором, который повторно оценил Альберта Виктора и изобразил его в более благожелательном свете. В последние годы Эндрю Кук продолжил попытки реабилитировать репутацию Альберта Виктора, утверждая, что отсутствие академической успеваемости у принца было отчасти связано с некомпетентностью преподавателя Далтона, что сам принц был милым и обаятельным человеком, и нет никаких весомых доказательств того, что он был гомосексуалом или бисексуалом; кроме того, по мнению Кука, принц придерживался либеральных взглядов, особенно по вопросу ирландского самоуправления, а его репутация была очернена биографами, жаждавшими улучшить имидж его брата Георга.

### Образ в культуре
Теории заговора вокруг Альберта Виктора привели к тому, что в массовой культуре принца изображали причастным к убийствам Джека-потрошителя. В 1979 году в кинопрокат вышел фильм канадского режиссёра Боба Кларка «Убийство по приказу», в котором знаменитый сыщик Шерлок Холмс (Кристофер Пламмер) расследует убийства Джека-потрошителя; во время расследования выясняется, что в деле замешан член британской королевской семьи — герцог Кларенс (Робин Маршалл); идея фильма была почерпнута Кларком из книги Стивена Найта Jack the Ripper: The Final Solution. Принц Эдди также подозревался в том, что является Джеком-потрошителем, в двухсерийном телефильме Дэвида Уикса «Джек-потрошитель» (1988); фильм в значительной степени основан на той же дискредитировавшей себя масонской теории заговора, что и фильм «Убийство по приказу» и более поздний «Из ада» (2001); роль принца в фильме 1988 года сыграл Марк Калуик, в фильме «Из ада» — Марк Декстер. Также Эдди является персонажем фильма «Потрошитель» (1997), роль принца исполнил Сэмюэль Уэст; сюжет фильма сосредоточен не столько на самих убийствах, сколько на жизни аристократов, связанных с наследником британского трона. Альберт Виктор в разных возрастах также появляется в сериале «Эдуард Седьмой» (1975; роль принца исполнили Сэмюэль Уэст, Джером Уоттс и Чарльз Дэнс) и фильме «A Rogue in Londinium» (2010; роль исполнил Дэннис Дэвис). Кроме того, Эдди является персонажем документального фильма по работам Эндрю Кука «Принц Эдди: король, которого у нас не было» (2005); в фильме использовались как архивные съёмки, так и постановочные сцены, роль Эдди в которых исполнил Марк Декстер.
В романах Питера Дикинсона «Король и шут» (1976) и «Skeleton in Waiting» (1989), действие которых происходит в альтернативной истории, описываются приключения вымышленной королевской семьи, которая ведёт свою историю от Альберта Виктора, который стал королём Виктором I. В романе «Приключения потерянного детектива» из параллельной вселенной Гэри Ловиси, стилизованной под приключения Шерлока Холмса, Альберт Виктор предстаёт деспотичным королём, который правит после смерти (при подозрительных обстоятельствах) бабушки и отца. Принц также предстаёт как жертва убийства в первом из детективных романов о лорде Фрэнсисе Пауэрскорте Дэвида Дикинсона — «Спокойной ночи, милый принц», и как подозреваемый в убийстве в романе «Смерть в замке Глэмис» Робин Пейдж. В книгах «Кровавый Красный барон» Кима Ньюмана и «Я — вампир» Майкла Ромки принц Эдди является вампиром; кроме того, в первой из этих книг он является монархом Великобритании. В комиксе «Wonder Woman: Amazonia» Эдди является второстепенным персонажем стимпанк-альтернативной легенды о Джеке-потрошителе. Также упоминается в фантастическом романе Роберта Лина Асприна и Линды Эванс «Потрошители времени», где его письма к любовнику Моргану представлены как основная причина убийств, совершенных Джеком Потрошителем.

## Титулование, награды, генеалогия и герб

### Титулование
Будучи внуком правящего монарха по мужской линии, с рождения и до 24 мая 1890 года принц именовался Его Королевское высочество принц Альберт Виктор Уэльский. С мая 1890 года и до 14 января 1892 года Альберт Виктор именовался Его Королевское высочество герцог Кларенс и Эвондейл, однако полное именование, прозвучавшее на его похоронах, было: «высочайший, могущественный и прославленный принц Альберт Виктор Кристиан Эдуард, герцог Кларенс и Эвондейл, граф Атлонский, герцог Саксонский, принц Саксен-Кобургский и Готский, рыцарь благороднейшего ордена Подвязки, рыцарь прославленного ордена Святого Патрика».

### Герб

Вместе с герцогским титулом принц Альберт Виктор получил право использования собственного герба, основанного на британском королевском гербе с добавлением герба Саксонии (щит, девятикратно пересечённый на чернь и золото, поверх щита правая перевязь в виде рутовой короны) и серебряного титла с тремя зубцами (на среднем зубце титла прямой червлёный крест). Щитодержатели обременены титлом (турнирным воротничком) как в щите: на зелёной лужайке золотой, вооружённый червленью и коронованный золотой короной леопард [восстающий лев настороже] и серебряный, вооружённый золотом единорог, увенчанный наподобие ошейника золотой короной, с прикреплённой к ней цепью.
Щит увенчан короной, соответствующей достоинству детей наследника трона; поверх короны располагается нашлемник в виде золотой короны, увенчанной золотым, коронованным и вооружённым червленью леопардом (идущим львом настороже). Щит четверочастный: в первой и четвёртой частях — в червлёном поле три золотых вооружённых лазурью леопарда (идущих льва настороже), один над другим [Англия]; во второй части — в золотом поле червлёный, вооружённый лазурью лев, окружённый двойной процветшей и противопроцветшей внутренней каймой [Шотландия]; в третьей части — в лазоревом поле золотая с серебряными струнами арфа [Ирландия]).

## Комментарии
1. ↑  Также, по происхождению и принадлежности к династии мог именоваться «Альберт Виктор Великобританский» и «Альберт Виктор Саксен-Кобург-Готский» соответственно.
2. ↑  Кроме того, королева провозгласила, что до конца времён или монархии, все королевские сыновья будут получать в качестве одного из имён имя «Альберт», а дочери — «Виктория»[4].
3. ↑  Впервые всерьёз о проблемах со слухом у принца заговорил личный секретарь королевы Генри Понсонби, однажды заставший двадцатилетнего Эдди в задумчивости и не услышавшим его. Однако слухи появлялись и ранее. Тем не менее никаких других доказательств болезни принца не было[15].
4. ↑  Николай II и Альберт Виктор были кузенами по женской линии: мать императора Дагмар Датская (в православии — Мария Фёдоровна) была родной сестрой принцессы Уэльской.
5. ↑  Отцом Марии Аделаиды был Адольф Фредерик, герцог Кембриджский — младший сын короля Георга III; отцом королевы Виктории был старший брат герцога.
6. ↑  Рядом с Альбертом Виктором находились родители, сёстры Мод и Виктория, брат, невеста и её родители, а также врачи — Алан Рив Мэнби, Фрэнсис Лекинг[англ.] и Уильям Бродбент[англ.].
7. ↑  Книга является вторым томом серии Anno Dracula[англ.].